# Фальки, Анна
Анна Фальки (итал. Anna Falchi; имя при рождении Анна Кристиина Паломяки; фин. Anna Kristiina Palomäki; 22 апреля 1972, Тампере, Финляндия) — итальянская актриса, модель и продюсер.

## Биография
Анна Фальки родилась в финском городе Тампере. В этой девушке объединились красота Финляндии (светлые волосы и голубые глаза) и непосредственность и радость Романьи. Её мать, Каарина Паломяки Сиско — финка по национальности, а отец, Бенито Фальки — итальянец. Раннее детство Анна провела в частых путешествиях между Италией и Финляндией. После ухода из семьи отца Анна с матерью остаются жить в Италии. В детстве Анна была сорванцом и отличалась богатым воображением. У неё был воображаемый друг, которого Анна назвала Пуффом. Общение с Пуффом помогло девочке пережить трудности, когда отец бросил семью. В будущем, она так и не помирилась с отцом.

### Карьера
В конце 80-х мать отдала Анну в модельную школу. В 1989 году она участвовала в конкурсе красоты «Мисс Италия» и завоевала звание «Мисс Кино». Эта победа привлекала внимание знаменитого режиссёра Федерико Феллини. Он отобрал Анну для рекламных съемок одного из римских банков.
После нескольких лет работы в модельном бизнесе, Анна по совету друга решила сделать карьеру актрисы. Но модельный бизнес Анна не оставила: она рекламировала джинсы и бюстгальтеры, выступала организатором парадов и представлений, а также работала на итальянском телевидении. Выступала Анна и на театральной сцене, например, в постановке Массимо Натале «Ноттинг Хилл» и Джанлуки Гуиди «Босиком в парке».
Анна Фальки снималась для обложек таких журналов, как «Max», «OK!», «Specchio», «Fox Uomo», «Oggi», и «Lui». В марте 2010 года Анна Фальки появилась на обложке итальянской версии журнала Maxim.

### Личная жизнь
В 1994 году Анна вступила в отношения с известным в Италии певцом и шоуменом Росарио Фиорелло: молодые влюбленные были даже помолвлены, но до свадьбы дело так и не дошло. В апреле 1996 года Анна окончательно разрывает отношения с Росарио.
В начале 1998 года во время съёмок фильма «Пираты» появляется информация о помолвке Анны с актером Паоло Сеганти, однако впоследствии информация оказалась ложной.
Летом 1998 года начинается новый роман Анны. На сей раз её возлюбленным стал итальянский мотогонщик Макс Бьяджи. История любви Анны и Макса заканчивается в июле 2000 года.
На съёмках фильма «Тайный агент любви» Анна встречает очередного возлюбленного — актёра и режиссёра фильма Джулио Базе. Но их связь продолжалась недолго.
В 2003 году новым бойфрендом Анны стал Стефано Рикуччи, крупный предприниматель в сфере недвижимости и партнёр Сильвио Берлусконе. В 2005 году Анна Фальке и Стефано Рикуччи поженились.
В 2007 году Анна скандально развелась со Стефано. В основе их разрыва лежали правовые проблемы мужа, обвиняемого в финансовых махинациях. Анна находилась рядом с мужем даже под домашним арестом, но в итоге не выдержала и ушла от него.
Однако в одиночестве Анне долго сидеть не пришлось. Практически сразу после развода Анна начала встречаться с римским предпринимателем Денни Монтези. 28 октября 2010 года у Анны Фальки и Денни Монтези родилась дочь Алиссиа.

## Интересные факты
- Анна Фальки болельщица футбольного клуба Лацио. Операторы телетрансляций не упускают возможность показать присутствующую на трибунах сексапильную красавицу крупным планом. Более того, свою страсть к футболу Анна выразила тем, что во время футбольного чемпионата 1999—2000 пообещала, что если Лацио его выиграет, то она устроит публичный стриптиз для победителей. Но когда «бело-голубые» выиграли, она коварно обманула ожидавшую такое зрелище публику, сняв только футболку и оставшись в бюстгальтере[1].
- Анна Фальки, заядлая футбольная болельщица, неоднократно состояла в отношениях с футболистами. По заявлениям итальянских СМИ Анна встречалась с такими футболистами как Филиппо Индзаги, Маттео Феррари и Кристиан Киву.
- Анну Фальки пугают птицы и насекомые. При виде комаров у неё начинается нервный тик[источник не указан 4569 дней].
- Анна Фальки большая любительница котов. Любовь к этим животным проснулась в ней внезапно. Она спасла маленького беспородного котенка, вытащив его, буквально, из-под колес автомобиля. После этого Анна участвует в программах, направленных на поиск новых хозяев для брошенных животных и присутствует на разнообразных выставках, праздниках и других мероприятиях, посвященных кошкам[источник не указан 4569 дней].

## Фильмография

### Актриса
| Год  |   | Русское название               | Оригинальное название          | Роль                |
| ---- | - | ------------------------------ | ------------------------------ | ------------------- |
| 1993 | ф |                                | Nel continente nero            | Ирена               |
| 1993 | ф | Девяностые годы - Часть 2      | Anni 90 - Parte II             | Лола Цикконе        |
| 1994 | ф | Кольцо Дракона                 | Desideria e L'anello del Drago | принцесса Дезидерия |
| 1994 | ф | 2000 лет и полгода назад       | S.P.Q.R. 2000 e 1/2 anni fa    | Поппеи              |
| 1994 | ф | Итальянское чудо               | Miracolo italiano              | Мария               |
| 1994 | ф |                                | C'è Kim Novak al telefono      | Ким Новак           |
| 1994 | ф | О любви, о смерти              | Dellamorte Dellamore           | Она                 |
| 1994 | ф |                                | L'affaire                      | Матильда/Анжелина   |
| 1995 | ф | Снежок                         | Palla di neve                  | Хелена              |
| 1995 | ф |                                | Celluloide                     | Мария Мичи          |
| 1996 | ф |                                | Giovani e belli                | Зорилла             |
| 1997 | ф | Наследники                     | Les héritiers                  | Софи                |
| 1997 | ф | Принцесса и нищий              | La principessa e il povero     | принцесса Мирабелла |
| 1998 | ф | Папарацци                      | Paparazzi                      | Анна                |
| 1999 | ф | Пираты                         | Caraibi                        | Ливия Корнеро       |
| 2000 | ф |                                | La casa delle beffe            | Луиса               |
| 2001 | ф | Тайный агент любви             | Gli occhi dell'amore           | Елена               |
| 2002 | ф | Операция «Розмарин»            | Operazione Rosmarino           | Сильвия             |
| 2005 | ф | На автоответчике нет сообщений | Nessun messaggio in segreteria | Соня                |
| 2007 | ф |                                | Piper                          | Сабрина Мэй         |
| 2008 | ф | Футбольный тренер 2            | L'allenatore nel pallone 2     | Джойя Дезидери      |
| 2008 | ф | Лето у моря                    | Un'estate al mare              | Козима              |
| 2009 | с |                                | Piper - La serie               | Сабрина             |
| 2009 | ф |                                | Ce n'è per tutti               | Тележурналист       |
| 2009 | ф | Человек в черном               | L'uomo nero                    | Валерия Джордано    |
| 2011 | ф |                                | Roma nuda                      | Надя                |

### Продюсер
- 2005 — На автоответчике нет сообщений / Nessun messaggio in segreteria (исполнительный продюсер)
- 2009 — Ce n'è per tutti (исполнительный продюсер)
- 2010 — Due vite per caso
- 2010 — Amaro amore (ассоциированный продюсер)